# Михайловка (Федоровський район)
Михайловка (рос. Михайловка, башк. Михайловка) — село у складі Федоровського району Башкортостану, Росія. Адміністративний центр Михайловської сільської ради.
Населення — 305 осіб (2010; 301 в 2002).
Національний склад:
- росіяни — 71%